# エミル・セイデ
エミル・コンラドセン・セイデ（Emil Konradsen Ceïde, 2001年9月3日 - ）は、ノルウェー・トロムス県フィンスネス出身のサッカー選手。セリエA・USサッスオーロ・カルチョ所属。ポジションはFW。

## クラブ経歴
2017年にローゼンボリBKと契約。2018年シーズンにトップチームに昇格。8月7日のトロムソIL戦でプロデビュー。2020年シーズンに出場機会が増え、同シーズンは26試合に出場。2021年シーズンも24試合に起用され、5月31日のスターベクIF戦ではプロ初ゴールを記録。同シーズンは計5ゴールを決めた。
2022年1月21日、USサッスオーロ・カルチョに買取オプション付きのローン移籍で加入したことが発表された。

## 代表経歴
2018年から各ユース世代のノルウェー代表に招集されている。

## 人物
- 父はハイチ人で、母はノルウェー人[要出典]。